# 中和高中站
中和高中站位於臺灣新北市中和區，當地地名「四十張」，是臺北捷運萬大線（興建中）的捷運車站。

## 車站概要
設於連城路與員山路口上，車站編號為LG08。

## 車站構造
地下二層車站，一個島式月台，兩個出入口。

### 車站樓層
| 地面      | 出入口             | 出入口                                                                    |
| 地下 一樓 | 大廳層             | 車站大廳、詢問處、自動售票機、驗票閘門                                    |
| 地下 一樓 | 大廳層             |                                                                           |
| 地下 一樓 | 大廳層             | 洗手間                                                                    |
| 地下 二樓 | 一月台             | ← 萬大樹林線 往中正紀念堂方向（連城錦和站）                               |
| 地下 二樓 | 島式月台，左側開門 |                                                                           |
| 地下 二樓 | 二月台             | 萬大樹林線 往莒光方向（莒光站）→ 萬大樹林線 往迴龍方向（工程代碼LG09站）→ |

### 車站出口
| 出入口                      | 圖片 | 位置 |
| --------------------------- | ---- | ---- |
| 出入口1                     |      |      |
| 出入口2                     |      |      |
| 註： 設有電梯 \| 設有手扶梯 |      |      |

## 歷史
- 2012年4月12日：中和區公所召開車站命名會議，會議結論以中和高中站為建議名稱，並提報捷運工程局評審小組審議。當地居民希望台北市政府尊重當地古地名，而且台北捷運已有中和站，希望以當地地名四十張為站名，命名為四十張站。
- 2015年11月20日：站體動工。
- 2017年7月11日：台北市政府捷運工程局發布新聞稿，將命名為中和高中站。

## 車站周邊
- 新北市立中和高級中學
- 嘉穗公園
- 永豐銀行
- 新北市政府警察局中和分局員山派出所
- 新北市公共自行車租賃系統 新北市立中和高級中學
- 交通部公路局公路人員訓練所金城路教練場
- 中和地區農會連城分部

## 外部連結
- 臺北大眾捷運股份有限公司（页面存档备份，存于）
- 臺北市政府捷運工程局（页面存档备份，存于）